# Kleinstaat

Vatikanstadt – mit 0,44 km² kleinster Kleinstaat der Welt

Als Kleinstaat bezeichnet man Staaten mit vergleichsweise geringem Staatsgebiet und/oder geringer Bevölkerungszahl. Gegensatz sind die Flächenstaaten.

## Allgemeines
Kleinstaat ist ein Oberbegriff, zu dem auch Mikrostaaten und Zwergstaaten gehören. Kleinstaaten sind das Erkenntnisobjekt der Politikwissenschaft und Geografie, doch lässt sich hier eine allgemeingültige Definition des Begriffs Kleinstaat nicht finden. Die Fachliteratur begrenzt für Kleinstaaten die Bevölkerungszahl auf 15 Millionen Einwohner, für Mikrostaaten auf maximal 3 Millionen und die Fläche auf 5000 km². Erich Obst kategorisierte 1972 die nicht-trans- oder subkontinentalen Staaten mit in seinen Augen wertfreien Begriffen als makrotop (Flächenstaaten mit mehr als 800.000 km²), mesotop (Staaten zwischen 40.000 und 800.000 km²), mikrotop (Staaten zwischen 1000 und 40.000 km²) oder minitop (Staaten mit weniger als 1000 km²).
Das wissenschaftliche Interesse galt seit jeher den Großstaaten (Flächenstaaten).
Der Begriff Kleinstaat entstammt der Umgangssprache. Er wurde zunächst verwendet, um die politische Einflusslosigkeit oder Abhängigkeit eines Staates gegenüber einer benachbarten Großmacht herauszustellen. Häufig stellt das eine Kritik oder Diskriminierung dar (etwa die Kleinstaaterei in Deutschland). Oft wird Kleinstaat auch als Synonym zum Zwergstaat genutzt. Die Bedeutung ist jedoch regional nicht einheitlich und unterliegt einem Wandel. In der Schweiz gehört der Begriff des Kleinstaates zum nationalen Selbstverständnis. In diesem Zusammenhang wird er meist positiv mit äußerer Neutralität, Behaglichkeit, Übersichtlichkeit und einer bürgernahen, direkten Demokratie assoziiert.
Für die Frage, ob ein Staat als Kleinstaat, Mittelstaat oder Großmacht einzustufen ist, gibt es weder staatsrechtlich, völkerrechtlich noch politikwissenschaftlich verbindliche Kriterien. Die Einordnung hängt somit von primär subjektiven Wahrnehmungen ab bzw. auch vom Vergleich verschiedener Parameter zwischen zwei oder mehreren Staaten. Im Völkerrecht spielt dies jedoch keine Rolle. Nach dem Prinzip der Staatengleichheit, wie es in der Charta der Vereinten Nationen festgeschrieben ist, haben Kleinstaaten dieselben Rechte wie größere Staaten.
Der deutsche Staatsrechtslehrer Karl Heinrich Friauf stellte fest, dass Neuerungen im Bereich der Staatsverfassungen „gerade in kleineren Staaten ihren Anfang“ nehmen können.

## Kleinstaaten weltweit
Alle Staaten lassen sich weltweit im Hinblick auf ihr Staatsgebiet in Großstaaten mit kontinentalen Ausmaßen (Russland, Kanada, USA, Volksrepublik China, Brasilien und Australien), Flächenstaaten (Indien, Argentinien, Kasachstan, Algerien) und Kleinstaaten aufteilen. Nach Kontinenten geordnet gibt es beispielsweise folgende Kleinstaaten (von der Größe absteigend):
- Afrika: Kap Verde, Mauritius, Komoren, São Tomé und Príncipe und Seychellen.
- Amerika: Dominica, St. Lucia, Antigua und Barbuda, Barbados, St. Vincent und die Grenadinen, Grenada und St. Kitts und Nevis.
- Asien: Brunei, Türkische Republik Nordzypern, Bahrain, Singapur und Malediven.
- Europa: Luxemburg, Andorra, Malta, Liechtenstein, San Marino, Monaco und Vatikanstadt (Siehe auch Europäische Zwergstaaten).
- Ozeanien: fast alle

Sämtliche Stadtstaaten zählen zur Kategorie der Kleinstaaten wie Monaco oder Singapur. Viele Inselstaaten gehören zu den Kleinstaaten wie Bahamas, Fidschi, Kap Verde, Kiribati, Komoren, Marshallinseln, Salomonen, Samoa, Tonga, Trinidad und Tobago, Vanuatu oder die kleinsten Tuvalu und Nauru. Indonesien ist dagegen ein Flächenstaat.

## Wirtschaftliche Aspekte
Viele volkswirtschaftliche Kennzahlen weisen bei Kleinstaaten statistische Auffälligkeiten auf und sind deshalb nur bedingt aussagekräftig. Sie sind ein unzureichendes Kriterium für die Einschätzung der jeweiligen wirtschaftlichen Lage und für den Staatenvergleich unbrauchbar. Flächenabhängige Kennzahlen (Bevölkerungsdichte), bevölkerungsabhängige Kennzahlen (Pro-Kopf-Einkommen, Bruttoinlandsprodukt pro Kopf, Ausländerquote) oder volumenabhängige Kennzahlen (Exportquote) weisen im Vergleich zu den Flächenstaaten häufig Extremwerte auf. Die höchste Bevölkerungsdichte gibt es in Kleinstaaten wie Malta (1386 Einwohner/km²), Vatikanstadt (1884 Einwohner/km²), Bahrain (1974 Einwohner/km²), Singapur (8178 Einwohner/km²) und Monaco (18.900 Einwohner/km²). Kleinstaaten haben im Regelfall auch höhere Exportquoten als Flächenstaaten, denn letztere sind allgemein besser mit Produktionsfaktoren ausgestattet. Beispielsweise besaßen im Jahre 2017 Luxemburg (230 %), Malta (136,1 %) oder Irland (120 %) europaweit die höchsten Exportquoten, Deutschland (47,2 %) oder Frankreich (30,9 %) als typische Exportnationen dagegen deutlich geringere Quoten. Nach dem Bruttoinlandsprodukt pro Kopf führten 2017 die Kleinstaaten Luxemburg (105.803 US $ pro Kopf) oder Macau (77.451 US $); erst an Rang 8 folgen die USA (59.501 US $). Ausländerquoten sind in Kleinstaaten stark überhöht, weil bereits geringe Migrantenzahlen auf eine kaum größere Gesamtbevölkerung treffen. 2015 führten in dieser Statistik Vereinigte Arabische Emirate (88,4 %), Katar (75,5 %), Kuwait (73,6 %) oder Liechtenstein (62,6 %), der EU-Durchschnitt lag bei 7,79 %.
Kleinstaaten benötigen weniger Investitionsausgaben für ihre Infrastruktur wie Straßen, Wasserwege oder Leitungsverlegung, weil hiermit keine große Fläche abzudecken ist. Sie haben häufig eine Marktnische für sich entdeckt und kultiviert. So etwa gehören Liechtenstein, Luxemburg, Monaco oder Singapur zu den Steueroasen, exotische Inselstaaten werben für Massentourismus (Bahamas, Fidschi, Trinidad und Tobago).
Der Wirtschaftswissenschaftler Hans-Heinrich Bass bezeichnet die starke Abhängigkeit der Wirtschaft eines Kleinstaates von den Weltmarktentwicklungen als Nussschaleneffekt. Die starken Auswirkungen weltwirtschaftlicher Veränderungen auf die Wirtschaft von Kleinstaaten bezeichnet er als Mokkatasseneffekt.